# Westley Allan Dodd
Westley Allan Dodd (1961. július 3. – 1993. január 5.) amerikai elítélt sorozatgyilkos és szexuális bűnelkövető. 1989-ben szexuálisan bántalmazott és meggyilkolt három fiatal fiút a Washington állambeli Vancouverben. Később, ugyanebben az évben egy moziban letartóztatták egy hatéves fiú elrablásának kísérlete miatt.
Dodd részletesen leírta a naplójában a gyilkosságok részleteit. Miután bűnösnek vallotta magát a gyilkossági vádakban, halálbüntetést kapott. Miután megtagadta a fellebbezéshez való jogát, 1993. január 5-én az ítéletet végrehajtották. 1965 után ő volt az első elítélt, akit az Egyesült Államokban kötél által végeztek ki.

## Fiatalkora
Jim és Carol Dodd három gyermeke közül a legidősebb volt. Dodd azt állította, hogy gyermekeként soha nem bántalmazták és nem hanyagolták el. Állítása szerint soha nem mondták neki azt, hogy „szeretlek”, és arra sem emlékszik, hogy ő mondta volna. Fiatalabb testvérét, Gregory-t 2016-ban letartóztatták egy 13 éves lány szexuális zaklatásának kísérlete miatt.
A The Seattle Times arról számolt be, hogy Westley Dodd a börtönben alatt írt naplójában leírta, hogy apja érzelmileg és fizikailag is bántalmazta, hogy gyakran elhanyagolták fiatalabb testvéreiért, és hogy szülei közötti heves harcok voltak. Az iskolában Dodd nem szerepelt egyetlen csoportban sem, így barátok nélkül maradt. 9 éves korára Dodd ráébredt, hogy szexuálisan vonzódik a fiúkhoz. 1976. július 3-án – Dodd 15. születésnapján – apja öngyilkosságot kísérelt meg a feleségével folytatott vita után.

## Bűnügyi története

### Szexuális bűncselekmények
13 éves korában Dodd elkezdte magát mutogatnia a szomszédságában lévő gyermekeknek. Apja végül elmondta egy oregoni újságnak, hogy tisztában van a fiú viselkedésével, de nagyrészt figyelmen kívül hagyta, mivel úgy érezte, hogy fia „jól viselkedő gyermek, akinek soha nem volt problémája a drogokkal, az alkoholfogyasztással vagy a dohányzással”. Mire középiskolás lett, folytatta a gyermekek molesztálását, először fiatalabb unokatestvéreivel kezdte, majd a szomszédok gyermekeivel, akiknél gyermekfelügyeletet vállalt, és egy olyan nő gyermekeivel, akivel az apja randevúzott. 15 éves korában Doddot letartóztatták mutogatás miatt, de a rendőrség elengedte és javasolták, hogy járjon tanácsadóhoz.
1981 augusztusában, 20 éves korában Dodd megpróbált elrabolni két kislányt, akik később ezt elmondták a rendőrségnek, de a rendőrség nem tett az ügyben semmit. A következő hónapban bekerült az amerikai haditengerészetbe, és kinevezték a washingtoni Bangorban található tengeralattjáró-bázisra, ahol bántalmazni kezdte a bázison élő gyermekeket.
Egy alkalommal Dodd 50 dollárt ajánlott egy fiúcsoportnak, hogy elkísérjék őt motelszobájába egy strip póker játékhoz. Ezúttal letartóztatták. Annak ellenére, hogy beismerte a rendőrségnek, hogy bántalmazni akarta a fiúkat, vádemelés nélkül elengedték. Röviddel ezután ismét letartóztatták, mert egy fiúnak mutogatta magát, és kirúgták a haditengerészetből. Dodd 19 napot töltött börtönben, és bíróság által elrendelt tanácsadáson vett részt. 1984 májusában letartóztatták egy tízéves fiú megkörnyékezése miatt, ám csak felfüggesztett büntetést kapott.
Dodd egész életét a "célokhoz" való könnyű hozzáférés körül tervezte, ezzel a kifejezéssel a gyermekekre utalt. Olyan lakóházba költözött, amelyben gyermekes családok éltek, és a gyorséttermekben jótékonysági tehergépjármű-vezetőként dolgozott, és más hasonló munkákat végzett. Ismételten megkörnyékezett egy szomszéd óvodás korú gyermeket, de az anya – gyermekeit kímélve az eljárástól – nem volt hajlandó panaszt tenni.
1987-ben Dodd megpróbált egy kisfiút becsalni egy üres épületbe, de a fiú nem volt hajlandó vele menni, és ehelyett elmondta a rendőrségnek. Az ügyészek tisztában voltak Dodd előéletével, és öt év börtönt javasoltak. Dodd azonban ismét minimális büntetést kapott, mert valójában nem bántotta a fiút. Próbaidőre helyezték és elrendelték pszichiátriai kezelését. A próbaidőszak után abbahagyta a kezelést és a washingtoni Vancouverbe költözött, ahol hajózási tisztviselőként vették fel.
1989-ben kora ősszel Dodd úgy döntött, hogy a vancouveri David Douglas Park, egy sűrűn benőtt terület, elhagyatott sétautakkal, megfelelő hely lesz a potenciális áldozatok megtalálására. Az elkövetkező néhány évben többször letartóztatták a gyermekek zavarása miatt, mindegyik esetben rövid börtönbüntetésben részesítették, és a bíróság elrendelte a pszichiátriai tanácsadást is. Az összes áldozata (összesen mintegy 50) 12 év alatti volt, néhányuk 2 éves volt, legtöbbjük fiú.
Dodd szexuális fantáziái egyre erőszakosabbak lettek az évek során, mondván: „Minél inkább gondolkodtam rajta, annál izgalmasabbnak hangzott a gyilkosság gondolata. Sokféleképpen megterveztem egy fiú megölését.” Egy pszichiáter, aki Dodd egyik ítéletét követően értékelte őt, azt mondta, hogy megfelel a „szexuális pszichopata ” jogi kritériumainak.

### A gyilkosságok
1989. szeptember 4-én Dodd halfiléző késsel és cipőfűzővel ment a vancouveri David Douglas parkba, és fiatal fiúkat keresett, akiket megölhet. Egy testvérpárt, a 11 és 10 éves Cole-t és William Neert egy magányos területre csábította, ahol rávette őket, hogy levetkőzzenek, egy fához kötötte őket és mindkettőjüket szexuális aktusra kényszerítette. Amikor végzett, késsel többször megszúrta őket, és elmenekült a helyszínről. A fiúkat hamarosan megtalálták a parkban. Cole meghalt a helyszínen, míg William a kórházba vezető úton halt meg.
A két testvér meggyilkolása után Dodd jegyzetfüzetet készített újságkivágásokkal és a gyilkosságokkal kapcsolatos egyéb hírekkel. Október 29-én Dodd az Oregon állambeli Portlandbe utazott, ahol egy helyi parkban találkozott a négyéves Lee Iselivel és kilencéves testvérével Justinnel. A fiatalabb fiú egyedül játszott a csúszdán, és Doddnak sikerült rávennie a fiút, hogy jöjjön vele. Justin hazament, ezért Dodd azt mondta Lee-nek, hogy haza viszi őt. Észrevétlenül eljuttatta Lee-t a Vancouver-i apartmanjába, és megparancsolta neki, hogy vetközzön le. Dodd azután ágyához kötötte Lee-t, és molesztálta őt, közben lefényképezve a történteket. Dodd egy éjszakán át tartotta Lee-t fogva, miközben továbbra is leírt minden részletet a naplójában. Másnap reggel megfojtotta Lee-t egy kötéllel, testét a szekrénybe lógatta, és mint egy „trófeát” lefényképezte.
Később bevallotta a rendőrségnek, hogy eredetileg nem tervezte, hogy megöli a fiút, de végül úgy döntött, hogy meg kell akadályozni, hogy elmondja bárkinek. Dodd a fiú meztelen testét szemeteszsákokba tömte és a bozótba dobta a Vancouver-tó közelében. Lee ruháját szemetes hordóban égette el, kivéve a fiú fehérneműjét, amelyet a bűncselekmény emlékére megtartott. Egy nappal később megtalálták Lee holttestét, az elkövető ellen hajtóvadászat indult. Dodd ezután többnyire lakásában maradt, írta le a gyermekrablás jövőbeli terveit, és egy házi készítésű kínzóállványt készített a következő áldozat számára.

## Letartóztatás
1989. november 13-án Dodd megpróbálta elrabolni a 6 éves James Kirk II-t a washingtoni Camas-i Új Szabadság Színház vécéjéből, de a gyermek ellenszegült és sírni kezdett, miközben Dodd a fiút karjában hordozva elhagyta a színházat. Annak ellenére, hogy Dodd megpróbálta megnyugtatni a fiút, a színházi alkalmazottak gyanakvóvá váltak. Amikor odamentek, Dodd elengedte áldozatát, mielőtt beszált volna a kocsijába és elszökött.
A fiú anyjának barátja, William "Ray" Graves visszament a színház előcsarnokába, ahol elmondták neki, hogy a fiút majdnem elrabolták. Graves a színháztól nem messze rátalált Doddra, akinek a kocsija lerobbant. Annak érdekében, hogy ne keltse fel Dodd gyanúját, és időt nyerjen, Graves felajánlotta, hogy segít neki. Ezután Doddot egy fejfogással lefogta és visszavitte a színházba, ahol az alkalmazottak felhívták a rendőrséget.
A helyi rendőrség felvette a kapcsolatot a portlandi rendőrség munkacsoportjával, amely Lee Iseli emberrablását és gyilkosságát vizsgálta. Doddot a camasi rendőrségre vitték, ahol a portlandi munkacsoport nyomozói, CW Jensen és Dave Trimble kihallgatták. Ezt követően a Clark megyei börtönbe vitték Vancouverbe, ahol Jensen és Trimble három napig folytatta a kihallgatását. Végül Dodd bevallotta mind a három gyilkosságot. Jensen és Trimble ezután házkutatási parancsot adott ki Dodd otthonára.
Dodd otthonának átkutatása során a rendőrség egy házi készítésű kínzóállványt fedezett fel, a bűncselekményeiről szóló újságkivágásokkal együtt, egy aktatáskát, amely Lee Iseli fehérneműjét tartalmazza, egy fényképalbumot, amely Lee Iseli képeit tartalmazza, valamint számos gyermek fényképeit az újságokban és az áruházak katalógusában található fehérneműs hirdetésekből. Felfedezték Dodd naplóját, amelyben részletesen írt a gyilkosságokról.
Doddot aljas indokból elkövetett szándékos emberöléssel vádolták a Neer testvérek és Lee Iseli halálát, valamint egy másik gyermek elrablásának kísérletéért. Először nem vallotta magát bűnösnek, de vallomását később megváltoztatta és bűnösnek vallotta magát.

## Tárgyalás
A Clark megyei fellebbviteli bíróságon folytatott tárgyalása során az ügyész hangosan olvasta Dodd naplójának kivonatait, és felmutatta Lee Iseli fényképeit. A védelem nem hívott tanúkat, és nem nyújtott be bizonyítékokat, csak azt hozva fel, hogy Dodd nem volt beszámítható. Az ügyészek halálbüntetést kértek, amit az esküdtszék jóváhagyott. Dodd azt állította, hogy a saját védelmében való beszéd értelmetlen, és végül "a rendszer többször is kudarcot vallott". Azt állította, hogy akasztással szeretne meghalni, és hajlandó meghalni, ha „ez békét hoz az áldozatok családjaihoz”.
1990-ben Doddot halálra ítélték a Neer testvérek meggyilkolásáért, valamint Lee Iseli elleni nemi erőszakért és gyilkosságért.

## Kivégzés
Kevesebb, mint négy év telt el a gyilkosság és Dodd kivégzése között. Nem volt hajlandó fellebbezni a halálos ítélete ellen. Ragaszkodott a halálbüntetéshez, az egyik bírósági napon kijelentette: "Ki kell végeztetni, mielőtt lehetőségem lesz menekülni vagy megölni valakit. Ha elmenekülök, megígérem, hogy újra ölni és erőszakolni fogok, és minden percét élvezni fogom." Néhány interjúban azt is elmondta, hogy a halál megkönnyebbülést jelent a gyilkosságokkal szembeni bűntudathoz. A tárgyalás ideje alatt röpiratot írt arról, hogy a szülők miként tudták megvédeni a gyermekeket az olyan emberektől, mint ő.

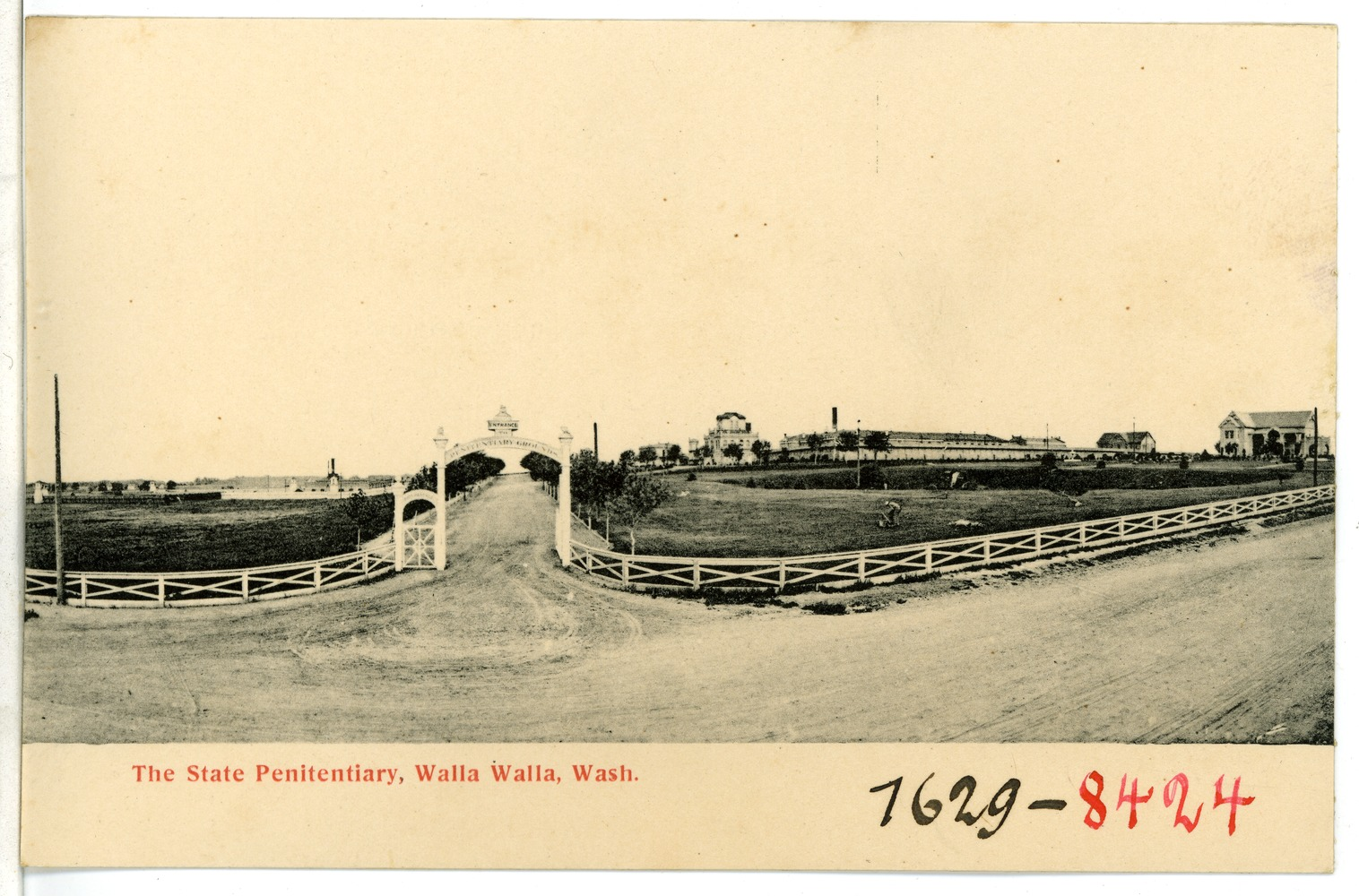
Washington állambeli büntetés-végrehajtási intézet Walla Wallában

Dodd-ot 1993. január 5-én 12: 05-kor végezték ki a washingtoni állami büntetés-végrehajtási intézetben, Walla Wallában. A börtönorvos halottnak nyilvánította és testét boncolás céljából Seattle-be szállították. A King County megyei orvosa, Donald Reay megállapította, hogy Dodd gyorsan, két-három perc alatt meghalt, bár nem a törött nyak miatt, ami általában a halálozás oka. Reay kijelentette, hogy Dodd halála valószínűleg nem volt nagyon fájdalmas. Dodd testét a boncolást követően hamvasztották el, és a maradványait a családja kapta meg.
A kivégzés napján sok embert gyűlt össze a börtönön kívül, vagy támogatva, vagy tiltakozva a kivégzése ellen. Nagyon nagy volt a médiafigyelem. A TV-hírek szerint egyesek lógtak az iskolából, hogy jelen legyenek ahogy Doddot felakasztják.

## A kultúrában
Dodd bűncselekményei szerepeltek az Investigation Discovery sorozatában, a Real Detective-ban. A "Malice" című epizódban CW Jensen nyomozó leírja Dodd bíróság elé állításában való részvételét, valamint azt, hogy ez milyen hatással volt rá személyesen.
Dodd volt az alapja a 2002. évi Insomnia filmnek, melynek főszereplője Al Pacino és Robin Williams volt.

## Fordítás
Ez a szócikk részben vagy egészben  a   Westley Allan Dodd című angol Wikipédia-szócikk ezen változatának fordításán alapul.  Az eredeti cikk szerkesztőit annak laptörténete sorolja fel. Ez a jelzés csupán a megfogalmazás eredetét és a szerzői jogokat jelzi, nem szolgál a cikkben szereplő információk forrásmegjelöléseként.